# Kolbu Station
Kolbu Station (Kolbu stasjon) var en jernbanestation, der lå i byområdet Kolbu i Østre Toten kommune på Skreiabanen i Norge. Stationen blev åbnet som holdeplads sammen med banen 28. november 1902 og blev opgraderet til station 1. maj 1916. Persontrafikken på banen blev indstillet 15. september 1963, men godstrafikken fortsatte. Stationen blev ubemandet 1. juli 1982. 1. februar 1988 blev Skreiabanen nedlagt, og sporene gennem Kolbu blev taget op senere samme år. Stationen lå 9,07 km fra banens udgangspunkt, Reinsvoll Station.
Stationsbygningen i Kolbu var til at begynde med en lille bygning tegnet af Paul Armin Due. I 1911 blev den udvidet med en stationsmesterbolig med gavl mod perronen, mens delen med ventesal og kontor blev forhøjet med en halv etage. Udhus og das blev erstattet af nye i 1956. Efter nedlæggelsen var stationen i privat eje men brændte ned til grunden 1. juli 2004, så kun pakhuset står tilbage.